# Música moderna (álbum de Sussie 4)
Música moderna es el primer LP del proyecto, de origen mexicano, Sussie 4 publicado en el 2002. El álbum ha sido editado en México, Francia y Estados Unidos, y sus canciones han formado parte de compilaciones que han llegado hasta lugares tan remotos como Australia, Japón y Alemania.
El disco mantiene el estilo de música electrónica característico del grupo fusionado con otros sonidos tropicales, latinos, house y tecno, y contiene varias colaboraciones con artistas de la talla de Ely Guerra, Denisse  Guerrero de Belanova o Valentina González, todas ellas cantantes mexicanas.
El 2007 publicarían una reedición con dos nuevos temas.

## Lista de temas
| N.º | Título                                  | Duración |  |
| 1.  | «Milton g.o.»                           | 4:18     |  |
| 2.  | «On time» (con Valentina González)      | 5:31     |  |
| 3.  | «Fly» (con Ianina Rico)                 | 6:15     |  |
| 4.  | «Solo voy» (con Ely Guerra)             | 5:05     |  |
| 5.  | «Escapar» (Denisse Guerrero)            | 6:19     |  |
| 6.  | «Conciencia latina»                     | 7:59     |  |
| 7.  | «Waiting for the ride (tonight)»        | 4:55     |  |
| 8.  | «El rey del biutiful»                   | 6:19     |  |
| 9.  | «Suite tropical» (con Denisse Guerrero) | 4:58     |  |
| 10. | «Maja 04»                               | 5:14     |  |
| 11. | «On time (Drum & bass GP 120 Remix)»    | 5:51     |  |

### Reedición 2007
| N.º | Título           | Duración |  |
| 12. | «Electic casino» | 6:24     |  |
| 13. | «TJ brass»       | 5:59     |  |